# 短腓骨筋
短腓骨筋（たんひこつきん、Peroneus brevis muscle）は人間の下肢の筋肉で足関節の底屈・外反を行う。
腓骨の外側面から起こり、第五中足骨に停止する。